# Locomore
Locomore (identificativo LOC) era un operatore privato tedesco che effettuava servizi intercity tra le quattro delle più popolose aree metropolitane tedesche: la regione metropolitana di Stoccarda, Reno-Neckar, Francoforte Reno-Meno e Berlino-Brandeburgo. Il treno, che effettuava il servizio, fermava in 18 stazioni ferroviarie, tra le quali Stoccarda, Francoforte, Hannover e Berlino, e aveva una velocità massima di 200 km/h.
Il servizio ferroviario passeggeri era gestito dalla società Locomore GmbH &amp; Co. KG, una compagnia ferroviaria privata tedesca con sede a Berlino finanziata mediante il crowdfunding. Nel maggio 2017 la società ha presentato istanza di insolvenza presso il tribunale distrettuale e le operazioni sono state sospese.
Nell'agosto 2017 l'operatore ferroviario privato ceco LEO Express ha acquisito alcuni beni della società Locomore, incluso il contratto del materiale rotabile in leasing e la maggior parte del personale, ed ha rilanciato il servizio. I biglietti per il nuovo servizio sono venduti dalla compagnia tedesca di autobus a lunga percorrenza Flixbus con il marchio Flixtrain.
Locomore era in competizione con gli operatori di autobus e con le Deutsche Bahn. Locomore era considerata un fornitore di servizi ferroviari per passeggeri a basso costo. Affermava di vendere sempre i suoi biglietti a meno della metà del prezzo richiesto per i biglietti a tariffa standard delle Deutsche Bahn. Sotto la vecchia gestione affermava anche di operare in modo molto ecologico e offriva una vasta gamma di alimenti biologici.

## Concetto

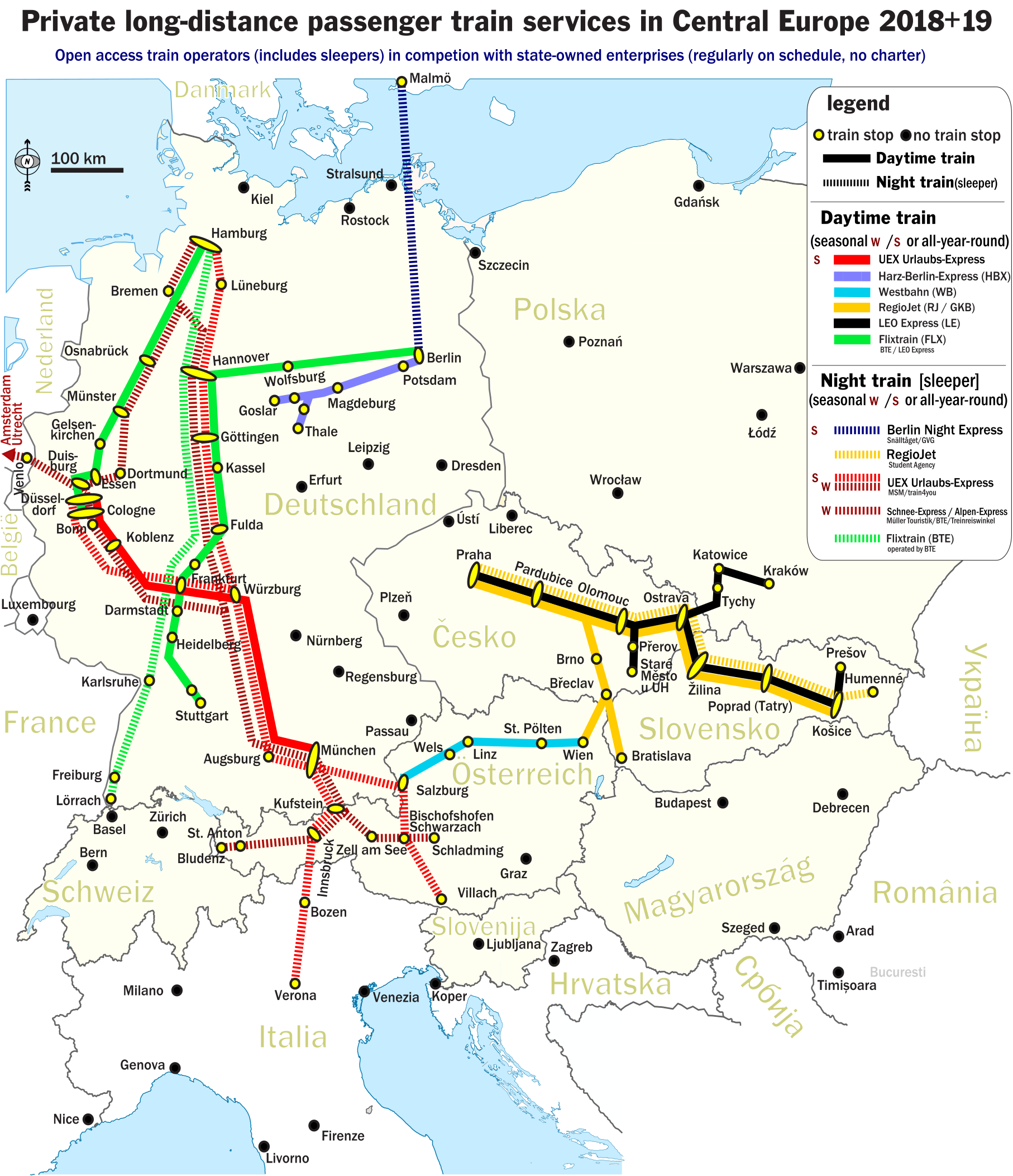
Mappa dei collegamenti. Servizio Locomore (tramite LEO Express) mostrato in nero.

Il 14 dicembre 2016 Locomore ha avviato un servizio giornaliero tra Stoccarda e Berlino. Il tempo di viaggio tra Stoccarda e Berlino centrale era di 6 ore 26 minuti in direzione sud e 6 ore e 47 minuti in direzione nord. La maggior parte del percorso corre su linee tedesche ad alta velocità esistenti, dove il treno raggiunge velocità fino a 200 km/h. Al fine di competere con le Deutsche Bahn sui viaggi a lunga distanza in Germania, i prezzi di Locomore erano simili a quelli degli autobus a lunga percorrenza e miravano a fornire un servizio di alto livello sul posto. Il servizio Locomore era efftettuato con energia verde.
Attualmente biglietti possono essere acquistati online e tramite l'app per smartphone Flixbus. Come anche per altri operatori privati in Germania  (Hamburg-Köln-Express e Thalys) i biglietti non sono disponibili presso i punti vendita della Deutsche Bahn. Chi prenota in anticipo paga prezzi più bassi e può scegliere tra più livelli di servizio; tutti i biglietti sono nominativi e includono la prenotazione del posto. A bordo è previsto spazio per passeggini e biciclette. Ci sono sezioni rivervate per famiglie con bambini; i bambini sotto i 14 anni viaggiano gratis.

## Rete

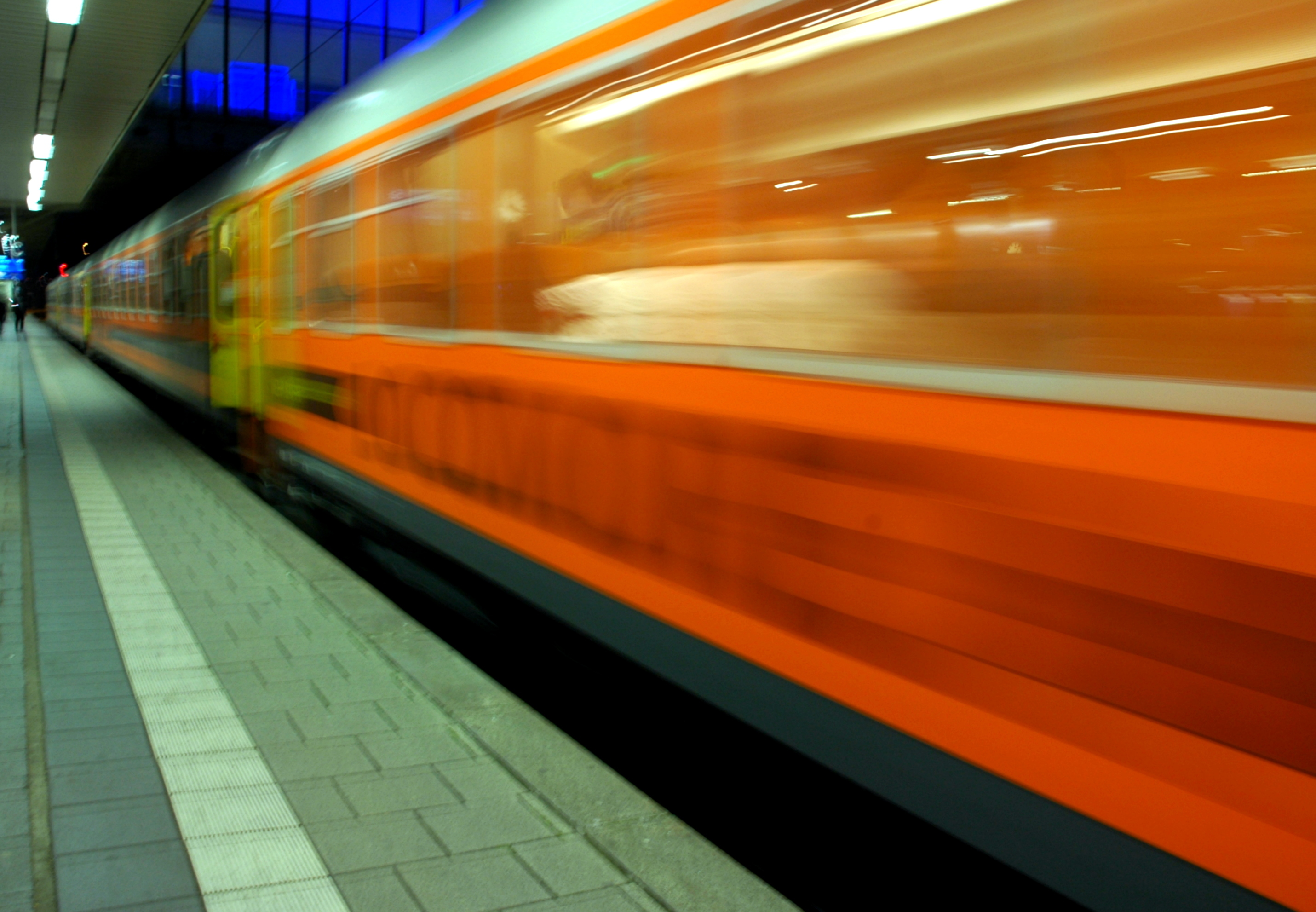
Viaggio inaugurale da Heidelberg Hbf il 14 dicembre 2016.

Le città Vaihingen an der Enz, Heidelberg, Darmstadt, Francoforte sul Meno, Hanau, Fulda, Kassel, Gottinga, Hannover e Wolfsburg erano collegate con Stoccarda e Berlino. A Stoccarda il treno effettuava solo una fermate alla stazione principale mentre a Berlino fermava a: Berlin Zoologischer Garten, Berlin-Hauptbahnhof, Berlin-Ostbahnhof e Berlin-Lichtenberg. Da dicembre 2017 il treno si ferma anche a Berlin-Ostkreuz e Lehrte.
Per il 2017 sono stati pianificati tre nuovi collegamenti: Francoforte-Stoccarda-Augusta-Monaco, Berlino-Hannover-Dortmund-Düsseldorf-Köln-Bonn e Berlino-Prenzlau-Stralsund-Binz. Con l'insolvenza e il rilancio nell'agosto 2017 i piani futuri sono attualmente sconosciuti.

## Proprietari e fondatori
L'azionariato era composto:
- 61,5% dal CEO Derek Ladewig
- 16% dai membri del team Katrin Seiler, Nicolas Dietrich, Johanna Jäger, Maria Hoppe e Mark Peter Weg
- 22,5% da 15 partner

Altri fondatori e dipendenti sono stati Max Sigg (Marketing), Pierre Daniel Bertholdt (Business Development, Transactions) e Jan Christopher Witt (Operations)

## Flotta

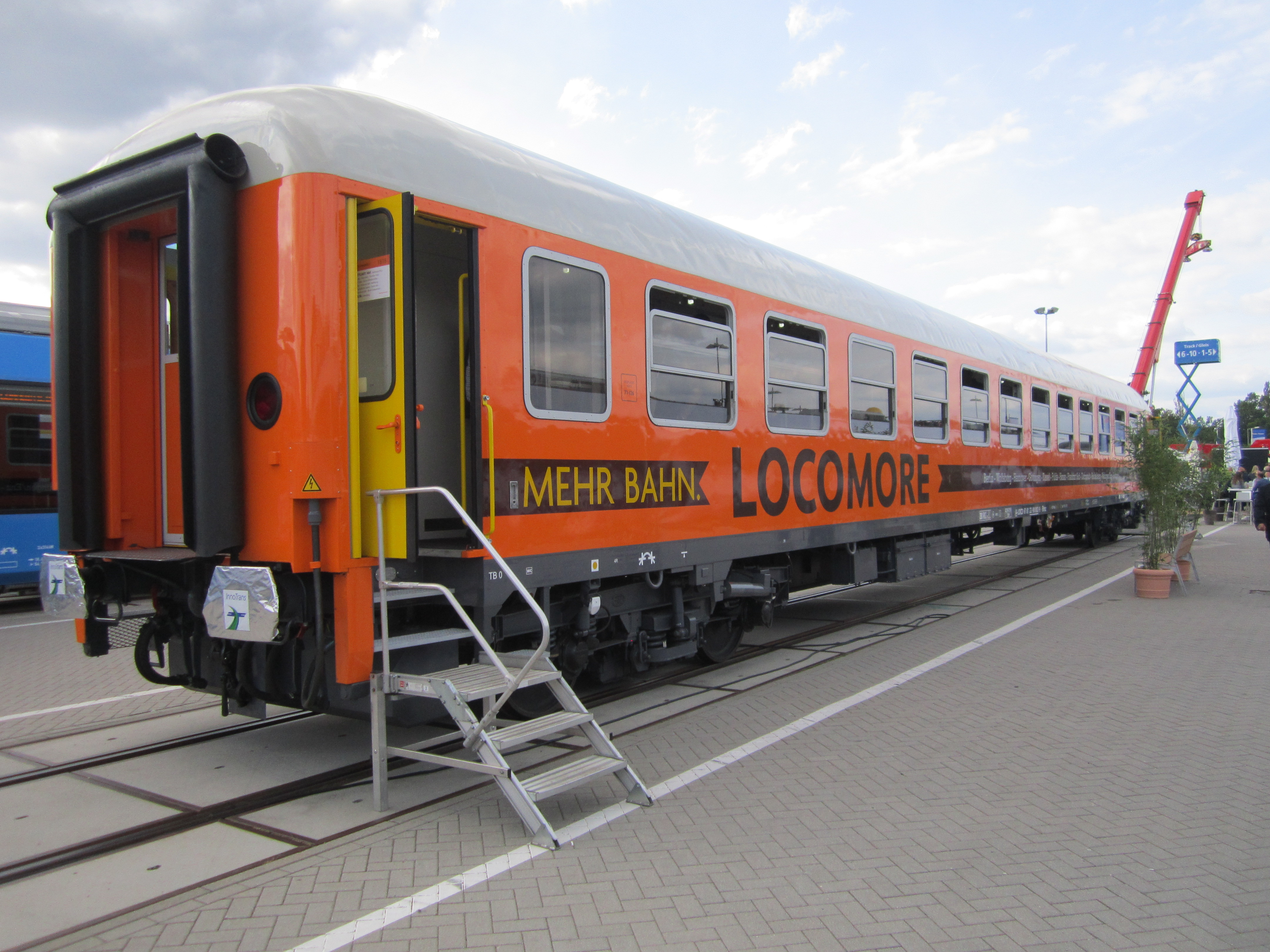
Carri di tipo Bmz 3, presentati a InnoTrans 2016

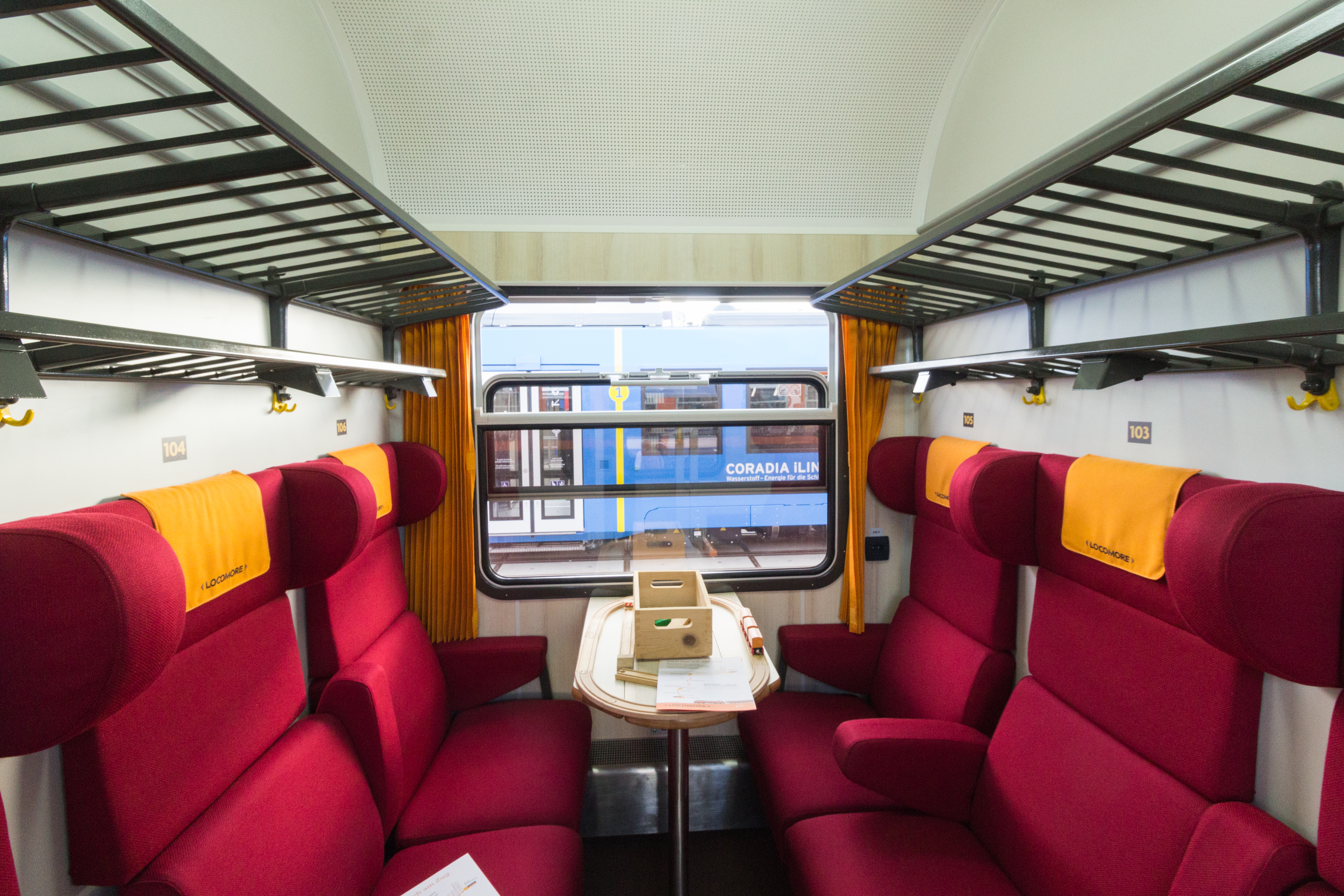
Sezione a tema

Sono utilizzate carrozze passeggeri Bm235 tipo UIC X con 12 scomparti passeggeri. Le carrozze erano state utilizzati nei Paesi Bassi fino al 2009. Tutte le carrozze hanno la connessione Wi-Fi gratuita.
Esistono tre tipologie di cazzozze passeggeri:
- Bmz 1: Aria condizionata con una zona salotto e sette scomparti
- Bmz 2: Utility wagon (biciclette, passeggini, sezione per famiglie, area giochi per bambini, sezione per sedie a rotelle, preparazione del cibo)
- Bmz 3: Carrozza con 12 scompartimenti passeggeri ma senza aria condizionata.

Le carrozze sono certificati per una velocità massima di 200 km/h e erano state affittati dal proprietario SRI Rail Invest GmbH. Le locomotive e i conducenti erano invece forniti dalla Hector Rail. La locomotiva utilizzata era una Siemens ES64U2 con una velocità massima di 230   km/h.

## Cibo
Era disponibile un servizio a bordo tramite carrello con disponibilità di snack, bevande calde e fredde e piccoli pasti (insalate, panini). I prodotti provenivano dal commercio equo e solidale oppure erano di tipologia biologica, ove era possibile.

## Finanziamento
A partire dal giugno 2015 Locomore ha raccolto fondi attraverso una campagna di crowdfunding, consentendo ai privati di investire nell'azienda tramite impegni e donazioni. Al 6 dicembre 2016, Locomore aveva ricevuto 608.761 euro di investimenti, superando ampiamente l'obiettivo di finanziamento di 460.000 euro. Gli investitori potevano scegliere se ricevere il pagamento degli interessi sulla loro donazione del 3,5% annuo oppure ricevere buoni di viaggio da utilizzare sul servizio. Il 26 gennaio 2016 la compagnia ha annunciato di aver raccolto con successo i capitali necessari per l'avvio del servizio ferroviario.

## Storia
Locomore GmbH & Co. KG è stata fondata nel 2007 e nel 2009 è stata membro fondatore della Hamburg-Köln-Express GmbH, che ha lanciato la Hamburg-Köln-Express nel 2012 in diretta concorrenza con le Deutsche Bahn tra Amburgo e Colonia. Nel 2012 Locomore ha venduto la sua partecipazione in Hamburg-Köln-Express GmbH per concentrarsi sul lancio del proprio servizio ferroviario in concorrenza con Deutsche Bahn.

## Insolvenza
L'11 maggio 2017 Locomore ha annunciato di aver presentato istanza di insolvenza presso il tribunale distrettuale. Il servizio è stato interrotto poiché non è stato possibile trovare nuovi investitori per mantenere operativa la compagnia ferroviaria. Nell'agosto 2017 l'operatore ferroviario ceco privato LEO Express ha acquisito alcune attività di Locomore, tra cui il materiale rotabile in leasing, la maggior parte del personale e il marchio. La rotta Locomore è ora servita da treni con il marchio Flixtrain.